# HRNSHN
HRNSHN ist ein Album des deutschen Hip-Hop-Trios 257ers. Es wurde am 7. September 2012 über das Düsseldorfer Label Selfmade Records veröffentlicht. HRNSHN erreichte Platz 6 der deutschen Albumcharts.

## Ausstattung
Das Album erscheint in zwei verschiedenen Ausführungen. Neben der normalen 18-Track-CD gibt es eine limitierte AKK-Edition mit drei zusätzlichen Bonustracks, Instrumental-CD, Duftbäumchen (Erdbeergeruch) und T-Shirt.

## Titelliste
| #   | Titel                                                      | Produzent            | Länge |
| --- | ---------------------------------------------------------- | -------------------- | ----- |
| 1.  | Intro                                                      | Johnny Illstrument   | 2:16  |
| 2.  | Selfmade Deal                                              | Johnny Illstrument   | 3:24  |
| 3.  | Spinat                                                     | Johnny Illstrument   | 3:22  |
| 4.  | Wir sind geil                                              | Krizz Dallas         | 2:57  |
| 5.  | Rappen ist Gangsta                                         | Voddi Beats          | 3:25  |
| 6.  | Jewlz Skit #1                                              | Voddi Beats          | 1:06  |
| 7.  | Bis dahin bin ich tot (feat. Favorite)                     | Johnny Illstrument   | 4:06  |
| 8.  | Go Ninja                                                   | Krizz Dallas         | 2:40  |
| 9.  | Scheißegal                                                 | Johnny Illstrument   | 3:31  |
| 10. | Mein Schwanz sagt                                          | Schieber & Teig      | 3:47  |
| 11. | Auseinanda                                                 | Krizz Dallas         | 3:43  |
| 12. | Jewlz Skit #2                                              | Johnny Illstrument   | 2:17  |
| 13. | Red nicht mit mir                                          | Johnny Illstrument   | 3:55  |
| 14. | Seite an Seite (feat. Favorite)                            | Shuko                | 3:22  |
| 15. | Pass mal die Seife                                         | Johnny Illstrument   | 3:03  |
| 16. | Abgehn                                                     | Dirty Dasmo          | 3:34  |
| 17. | Über alle Berge (feat. Alligatoah)                         | Alligatoah           | 3:53  |
| 18. | Outro (Jewlz Da Hoodwatcher)                               | Johnny Illstrument   | 2:09  |
| 19. | Warum bist du so? (Amazon Edition Bonus Track)             | Johnny Illstrument   | 3:23  |
| 20. | Mitternacht im Geisterschloss (Amazon Edition Bonus Track) | Johnny Illstrument   | 3:21  |
| 21. | Streichelzoo (feat. Favorite) (Amazon Edition Bonus Track) | Loggarizm & Bazzilar | 3:21  |

## Rezeption
- Laut.de schrieb: „"HRNSHN" bietet dem, der sich auf den Pipi-Kacka-Pillermann-Humor seiner Urheber einlassen kann, grandiose Unterhaltung.“[2]
- Allmusic resümiert: „Wie auf ihren ersten beiden Alben Hokus Pokus (2009) und ZWEN (2010) bieten die 257er (ihr Name bezieht sich auf die letzten drei Ziffern der Postleitzahl ihres Heimatortes) einen bewusst jugendlichen und intellektuell anspruchslosen Wortschwall von Ironie und absurdem Humor, wie auch auf Tracks wie „Go Ninja“, „Mein Schwanz sagt“ und der ersten Single, „Auseinanda“, zu hören ist.“ („As on their first two albums (2009’s Hokus Pokus and 2010’s ZWEN), the 257ers (their name refers to the last three digits of their hometown's zip code) offer a deliberately juvenile and low-brow barrage of irony and absurd humor, as can be heard on tracks such as "Go Ninja," "Mein Schwanz Sagt," and the first single, "Auseinanda."“)[3]